# Clima zonal

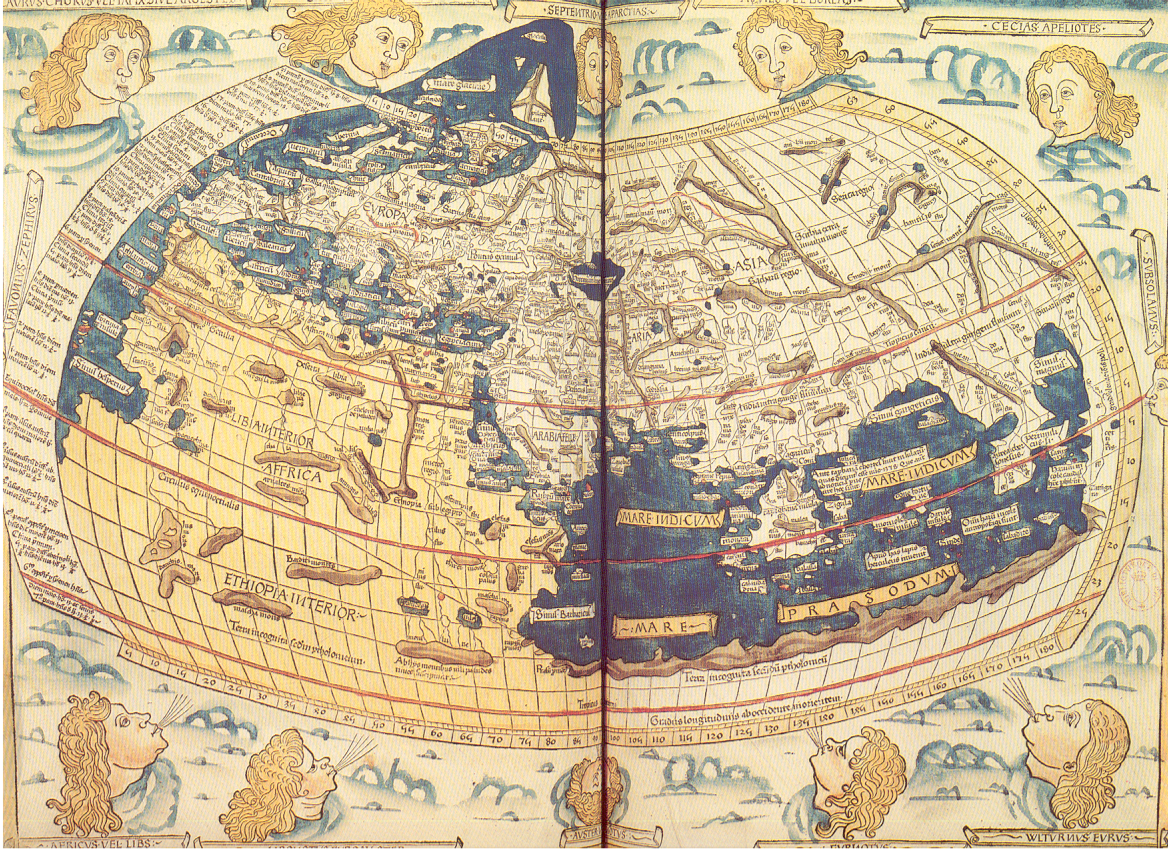
Planisferio dibujado por Johannes de Armsshein según las indicaciones de Claudio Ptolomeo. Muestra la línea ecuatorial (círculo equinoccial) y el Trópico de Cáncer en líneas de color rojo, así como los climas correspondientes a zonas de latitud que, a su vez corresponden a zonas de distinta inclinación (clima) de los rayos solares.

Podría definirse clima zonal como el tipo de clima que corresponde a una latitud determinada, sin tomar en cuenta otros factores modificadores como son la altitud, la distancia al mar (o continentalidad), las corrientes marinas, los vientos preponderantes y otros. En una primera consideración, los tipos climáticos en la clasificación climática de Köppen sería una clasificación climática zonal, si no se tomaran en cuenta multitud de factores como los que se han señalado. Así, la primera letra (mayúscula) de la clasificación de Köppen correspondería a una latitud determinada introduciendo las otras dos letras (minúsculas) modificaciones del clima que no tienen que ver con la latitud. La primera clasificación de clima en VII zonas dispuestas según la latitud fue la de Claudio Ptolomeo a comienzos de la Era Cristiana. Los climas zonales serían aproximadamente: climas macrotérmicos (cálidos), mesotérmicos (templados), microtérmicos (fríos) y climas muy fríos.
- Datos: Q97160579